# 北京巴士足球俱乐部
北京巴士足球俱乐部是一支已经解散了的中国半职业足球俱乐部。球队曾參加2006年中国足球乙级联赛。
俱乐部是由北京巴士股份有限公司组建而成的，综合实力在乙级联赛中不强。球队唯一一次出现在乙级联赛中是在2006赛季，最终仅列北区第5名失去了晋级淘汰赛阶段的资格。

## 俱乐部历年成绩
| 年 份  | 事 项               |
| ------ | ------------------- |
| 2006年 | 乙级联赛，北区第5名 |